# تكة تشي
تكة تشي (بالإنجليزية: Takahchi, Germi)‏ هي منطقة سكنية تقع في أردبيل في إيران. يقدر عدد سكانها بـ 39 نسمة .